# La pazza della porta accanto
La pazza della porta accanto è un libro in prosa della scrittrice italiana Alda Merini pubblicato da Bompiani nel 1995.
Il libro inizia con un incipit in versi. Le pagine in prosa, premesse ognuna da una lirica, sono divise in quattro sezioni ("L'amore", "Il sequestro", "La famiglia", "Il dolore").

Al termine dell'opera, dopo la bibliografia, è riportata, con il titolo "La polvere che fa volare", una conversazione con Alda Merini dalla quale si possono estrapolare molte notizie autobiografiche.
L'opera è formata da annotazioni, pagine di diario senza data, massime, racconti di amori trovati e perduti, sentimenti, paure e ricordi che seguono tutti un flusso di pensieri non lineare, ma a sussulti a ruota libera.

## Edizioni
- Alda Merini, La pazza della porta accanto, Collana Tascabili. Romanzi e racconti, Bompiani, 2002,  p. 160, ISBN 978-88-452-5116-0.